# 吉安 40-0 鹰潭
吉安 40–0 鹰潭是指第十二届江西省運動會的青少女足球比賽在2006年9月13日相互對賽時發生一場懸殊比分的比賽。這場比賽十分離奇，來自吉安市代表队以40次進球，完勝了鷹潭市代表队。

## 结果
| 2006年9月13日 |

| 吉安             | 40 - 0 | 鹰潭 |
| ---------------- | ------ | ---- |
| 吉安队 队员 40个 |        |      |

| 中国江西省吉安市 |

| 队伍 | 场次 | 胜 | 平 | 负 | 进球 | 失球 | 净胜球 | 得分 |
| ---- | ---- | -- | -- | -- | ---- | ---- | ------ | ---- |
| 吉安 | 3    | 2  | 1  | 0  | 43   | 2    | +41    | 7    |
| 赣州 | 3    | 2  | 1  | 0  | 37   | 4    | +33    | 7    |
| 九江 | 3    | 1  | 0  | 2  | 23   | 5    | +18    | 3    |
| 鹰潭 | 3    | 0  | 0  | 3  | 1    | 93   | -92    | 0    |

积分榜来源：本积分榜是根据此链接并折合赛果而计算出来的积分榜。

## 回顾
2006年9月13日，在江西省吉安市举行的第十二届运动会女足青少年比赛中的最后一轮比赛中发生了离奇的一幕：赛前东道主吉安队落后赣州队30个净胜球，要想夺冠就要从鹰潭队上拿大量净胜球。在比赛中每次吉安队每次进球后，队员都等不及守门员把球从球门里抱出来，自己就把球捡了出来，跑回中场放下来立即重新开球。在每次进球了以后，教练都会在场边地叫：「快点快点！」
比赛最终以悬殊的比分结束，东道主吉安以40-0的战绩战胜鹰潭队，从而反超赣州队11个净胜球而获得江西省第十二届运动会女足青少年比赛冠军。

## 赛后声音
这场足球比赛诞生了“40-0”的悬殊比分，引起全中国关注，CCTV的足球之夜节目和足球报都来采访。有人质疑这是不是一场篮球比赛，还有网友质疑“这是假球还是黑幕吗？”
双方教练在接受记者采访时，对于此问题各执一词。鹰潭队领队周耀良虽然承认因为训练不够球队实力不强，但称人家的队伍不是江西球员的水平。吉安队教练曾敏则表示，自己的球员全是土生土长的吉安人且经过了4年的专业训练，金牌是他们靠实力得来的。而不是靠“借兵打仗”而获得的好成绩。在赛后的颁奖典礼当中，鹰潭队虽然失球达到93个，但出人意料地获得了“道德风尚奖”。
部分鹰潭市民质疑球队输这么多球，体育局长是怎么当的，因为当时鹰潭在江西省算是体育弱市，在4年前江西省第11届运动会上鹰潭的总成绩排在全省最后一名，加上鹰潭队竟然派了12个队员过来参赛。对阵过鹰潭队的其他队伍也质疑他们是来踢足球比赛还是来参加选美大赛。

## 事态进展
这一场足球比赛的悬殊比分，引起了江西省第十二届运动会组委会竞赛部介入调查此事，结果查到除赛前查出2名外省球员冒名顶替外，赛中和赛后没有发现“借兵打仗”的现象，也不存在让球行为。组委会部长的解释为江西省没有省级足球队而导致各城市的足球水平参差不齐。

## 历史上的悬殊比分
这个大差別的比分是在中国足球比赛里面（非中国足协承认的大型比赛或国际A级赛事）第二悬殊比分赢球的纪录。，该纪录来自于江西省第十二届运动会女足青少年比赛中，现已被北京市奥运会的海淀与房山队对阵的比赛超越了。足球最早的最大比分赢球的纪录是由1885年苏格兰足总杯创造的阿布洛斯对阵班阿客得创造的36-0的世界足坛比分纪录。第二次世界大战之前在英国英格兰地区诺丁汉市内的一场足球联赛出现过52-0的悬殊比分纪录，在澳大利亚的某地级市联赛还存在过43-0的悬殊比分纪录。目前国际足联承认的足球最悬殊比分纪录是2001年的2002韩日世界杯大洋洲区预选赛内，澳大利亚对阵美属萨摩亚赛事的31-0比分纪录。健力士世界大全记载的足球最大比分赢球纪录是2002年10月31日创造的AS阿德玛149-0奥林匹克埃米内的纪录。